# Igreja da Apresentação de Nossa Senhora no Templo de Bârsana
A Igreja da Apresentação de Nossa Senhora no Templo de Bârsana (em romeno: Intrarea Maicii Domnului în Biserică din Bârsana), também conhecida como Igreja de madeira de Bârsana (Biserica de lemn din Bârsana) é um templo cristão ortodoxo situado em Bârsana, distrito de Maramureș, no norte da região histórica da Transilvânia.
É uma das igrejas que faz parte do sítio do Património Mundial "Igrejas de madeira de Maramureș". Foi construída em 1720 e tem alguns das pinturas murais barrocas mais importantes de Maramureș, além duma coleção de ícones pintados em vidro e livros religiosos antigos. A maior parte das pinturas, senão todas, são da autoria de Toader Hodor e Ion Plohod e datam de 1806, ano em que a igreja foi trasladada para o local onde se encontra atualmente e sofreu várias alterações que lhe deram a configuração atual.